# Manchester United F.C. 8 - 2 Arsenal F.C.
El partido de ida entre el Manchester United y el Arsenal en la temporada 2011-12 de la Premier League se llevó a cabo el 28 de agosto de 2011 en el estadio de Old Trafford en Manchester. El Manchester United resultó victorioso ganando el partido 8-2, lo que la convirtió en la derrota en liga más con más goles encajados por parte del conjunto Gunner desde 1927, cuando perdió 7-0 ante West Ham United en la ya disuelta Primera División de la Liga de Fútbol. También fue la primera vez que concedieron ocho goles en un partido desde 1896, cuando perdieron 8-0 ante el ahora desaparecido Loughborough en la antigua Segunda División .

## Momentos antes del encuentro
Los partidos entre Manchester United y Arsenal se habían visto afectados últimamente por una serie de incidentes polémicos en las temporadas más recientes.
En la rueda de prensa previa al partido, el técnico del United, Alex Ferguson, atacó al entrenador del Arsenal en ese momento, Arsène Wenger, diciendo que "no habría permitido" una racha tan pobre sin lograr trofeos.
El Manchester United había iniciado la defensa de su título ganando los dos primeros partidos, mientras que el Arsenal buscaba su primera victoria en liga, habiendo empatado el primer partido contra Newcastle United, y después ser derrotado ante Liverpool.

## Partido

### Alineación
El entrenador del Manchester United, Alex Ferguson, escogió el mismo once para jugar contra el Arsenal que había logrado la victoria al Tottenham Hotspur seis días antes.
El Arsenal llegó al partido con más problemas de plantilla, ya que había tenido un jugador expulsado en cada uno de sus dos primeros partidos de la temporada, lo que significaba que Gervinho y Emmanuel Frimpong no eran elegibles para jugar. 

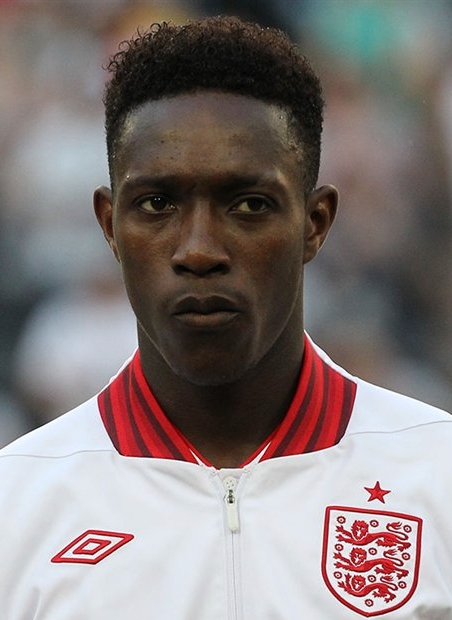
Danny Welbeck marcó el primer gol del partido a favor de Manchester United tiempo antes de retirarse lesionado.

#### Primera mitad
El partido comenzó sobre las 16:00 horas. GMT frente a una multitud de 75.448 personas en el estadio de Old Trafford.  El United abrió la lata en el minuto 22, cuando Welbeck superó a Djourou con un pase de Anderson y golpeó el balón con la cabeza donde Szczęsny no lograría llegar.  El Arsenal tuvo la oportunidad de igualar el marcador cinco minutos después, cuando recibió un penalti a favor por una falta sobre Walcott de Evans; sin embargo, De Gea adivinó la dirección del penalti de Van Persie. 
En el minuto 35, Welbeck sufrió una lesión en el bíceps femoral y fue sustituido por Chicharito.  Rooney anotó su gol número 150 con el Manchester United en el minuto 41, con un tiro libre concedido por una falta sobre Young por parte de Jenkinson, que fue amonestado. El Arsenal finalmente sumó un gol al marcador en el tiempo de añadido al final de la primera mitad, cuando un despeje de Evra erróneo que le cayó a Ramsey. Después de que Arshavin y Rosický combinaran en el borde del área penal, Van Persie permitió que el balón llegara a Walcott, quien disparó para marcar el primer gol liguero de la temporada del Arsenal. 

#### Segunda mitad
Casi 20 minutos después de la segunda mitad, Rooney marcó en el minuto 64 con otro tiro libre; después de que Djourou le cometiera una falta en el borde del área del Arsenal, realizó la misma jugada que en su gol anterior con el mismo resultado.  Tres minutos más tarde, Rooney volvió a estar implicado en la jugada, ya que dio la asistencia a Nani, para disparar a puerta y hacer el quinto gol a favor del Manchester United.  Park Ji-Sung, intervino dos minutos después de saltar al campo debido a un cambio por Nani, un tiro de Rooney rechazado por el poste recayó en Young para encontrar algo de espacio en el borde del área y dándosela a Park que haría un disparo raso al que Szczęsny no podía llegar haciendo el 6-1.  Van Persie recortó distancias en el minuto 74; después de que Jones desviara un centro de Jenkinson, éste cabeceó el balón hacia el área penal, donde Van Persie sorteó a De Gea en su primer palo con un potente disparo con la zurda. 
Dos minutos más tarde, Jenkinson recibió una segunda tarjeta amarilla y fue expulsado. Rooney completó su triplete, el sexto de su carrera en el Manchester United,  en el minuto 80 con un penalti concedido por una falta de Walcott sobre Evra.  Young puso el 8-2 en el tiempo de descuento al final del juego con un disparo desde dentro del área penal por el lado izquierdo. 

### Detalles
28 de agosto de 2011
| Manchester United                                                                  | 8–2 | Arsenal                      |
| ---------------------------------------------------------------------------------- | --- | ---------------------------- |
| Welbeck 22' Young 28', 90+1' Rooney 41', 64', 82' (pen.) Nani 67' Park Ji-sung 70' |     | Walcott 45+3' Van Persie 74' |

Old Trafford, Manchester
Asistencia: 75,448
Árbitro: Howard Webb
|  |  |

Manchester United                               Arsenal
| POR               | 1  | David de Gea      |     |     |
| LAT DER           | 12 | Chris Smalling    |     |     |
| CEN               | 4  | Phil Jones        |     |     |
| CEN               | 6  | Jonny Evans       | 27' |     |
| LAT IZQ           | 3  | Patrice Evra (c)  |     |     |
| EXT DER           | 17 | Nani              |     | 68' |
| CM                | 23 | Tom Cleverley     |     |     |
| CM                | 8  | Anderson          |     | 68' |
| EXT IZQ           | 18 | Ashley Young      | 27' |     |
| DEL               | 10 | Wayne Rooney      |     |     |
| DEL               | 19 | Danny Welbeck     |     | 36' |
| Suplentes:        |    |                   |     |     |
| POR               | 34 | Anders Lindegaard |     |     |
| DEF               | 5  | Rio Ferdinand     |     |     |
| DEF               | 20 | Fábio             |     |     |
| CM                | 11 | Ryan Giggs        |     | 68' |
| CM                | 13 | Park Ji-sung      |     | 68' |
| DEL               | 9  | Dimitar Berbatov  |     |     |
| DEL               | 14 | Javier Hernández  |     | 36' |
| Entrenador:       |    |                   |     |     |
| Sir Alex Ferguson |    |                   |     |     |

| POR           | 13 | Wojciech Szczęsny       |          |     |
| LAT DER       | 25 | Carl Jenkinson          | 40', 77' |     |
| CEN           | 20 | Johan Djourou           | 63'      |     |
| CEN           | 6  | Laurent Koscielny       |          |     |
| LAT IZQ       | 30 | Armand Traoré           |          |     |
| CM            | 16 | Aaron Ramsey            |          |     |
| CM            | 39 | Francis Coquelin        |          | 62' |
| CM            | 7  | Tomáš Rosický           |          |     |
| EXT DER       | 14 | Theo Walcott            |          | 84' |
| DEL           | 10 | Robin van Persie (c)    |          | 84' |
| EXT IZQ       | 23 | Andrey Arshavin         | 15'      |     |
| Suplentes:    |    |                         |          |     |
| POR           | 21 | Łukasz Fabiański        |          |     |
| DEF           | 49 | Ignasi Miquel           |          |     |
| CM            | 46 | Henri Lansbury          |          | 84' |
| CM            | 53 | Oğuzhan Özyakup         |          |     |
| DEL           | 15 | Alex Oxlade-Chamberlain |          | 62' |
| DEL           | 29 | Marouane Chamakh        |          | 84' |
| DEL           | 54 | Gilles Sunu             |          |     |
| Entrenador:   |    |                         |          |     |
| Arsène Wenger |    |                         |          |     |

| Árbitros del partido - Linieres : - Darren Cann - Mick McDonough - Cuarto árbitro : - Lee Mason | Reglas del partido - 90 minutos - Sin prórroga ni tanda de penaltis - Siete suplentes, de los cuales se podrán utilizar hasta tres |

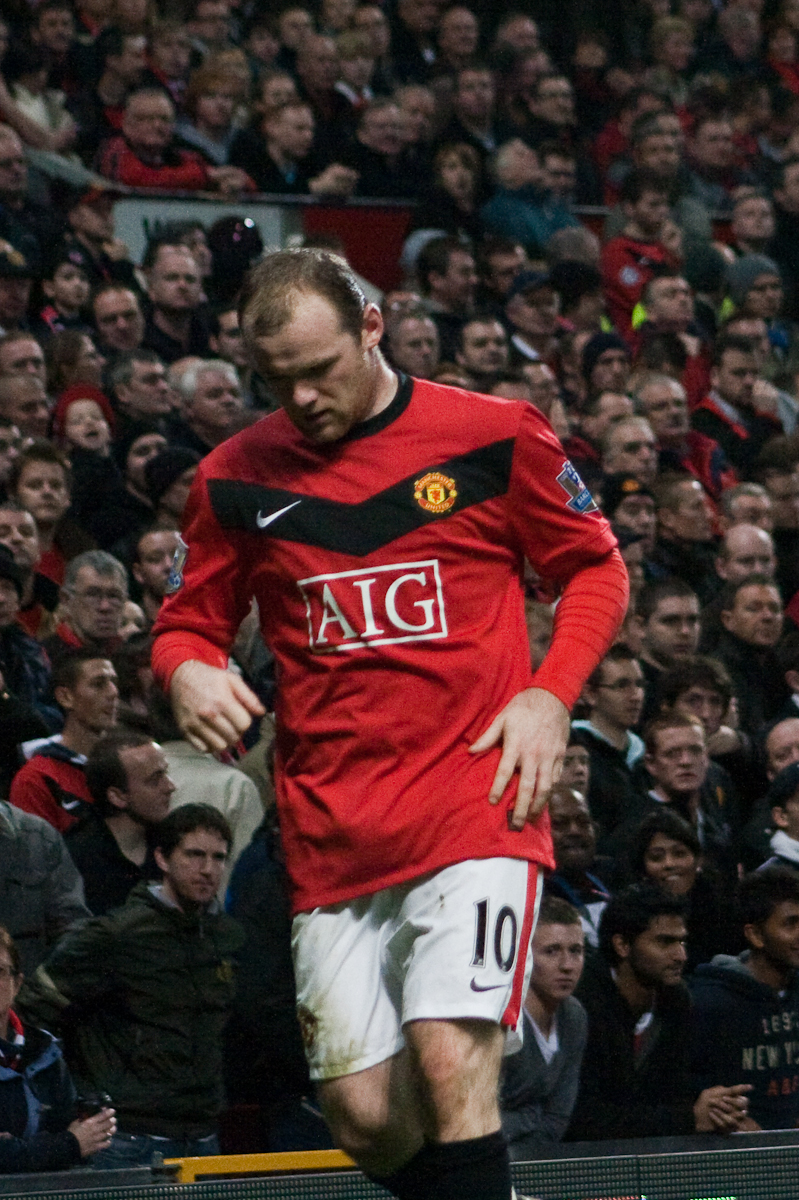
Wayne Rooney anotó un hat-trick.

| Estadística        | Manchester United | Arsenal |
| ------------------ | ----------------- | ------- |
| Goles              | 8                 | 2       |
| Posesión           | 56,3%             | 43,7%   |
| Disparos a puerta  | 14                | 8       |
| Tiros fuera        | 10                | 6       |
| Tiros bloqueados   | 1                 | 6       |
| Éxito en pases     | 86,5%             | 80,1%   |
| Córneres           | 3                 | 5       |
| Faltas             | 9                 | 8       |
| Éxito entradas     | 67,7%             | 53,3%   |
| Fueras de juego    | 7                 | 0       |
| Tarjetas amarillas | 2                 | 2       |
| Tarjetas rojas     | 0                 | 1       |
| Fuente: Sky Sports |                   |         |

## Secuelas

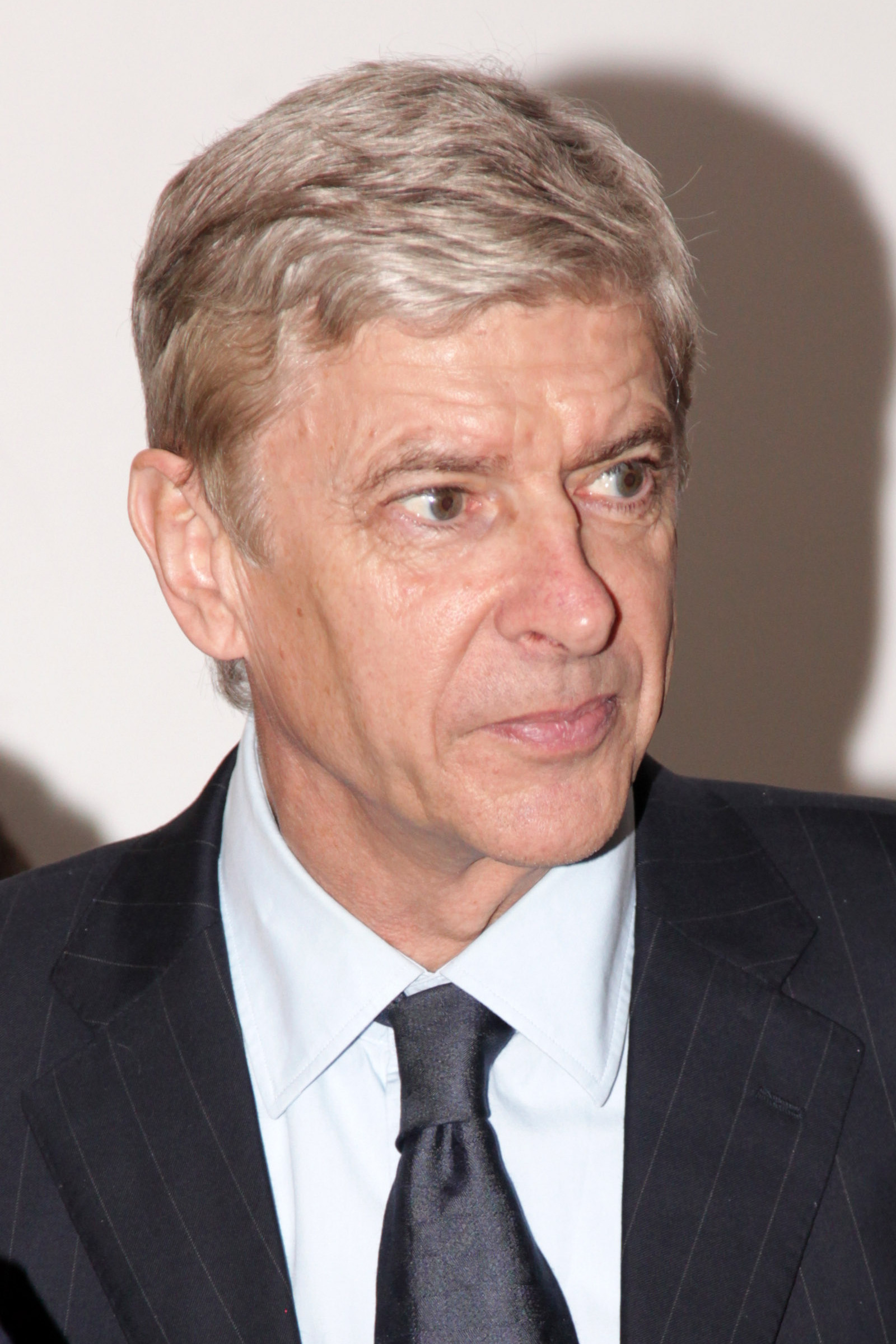
El entrenador del Arsenal, Arsène Wenger, fichó a cuatro nuevos jugadores tras el partido.

En declaraciones a BBC Sport después del partido, Arsène Wenger describió el resultado como "humillante".  Wenger se disculpó a los 3.000 aficionados del club que habían viajado a Manchester a ver el partido. El club ofreció entradas gratuitas para el siguiente partido fuera de casa.  Ferguson empatizó con Wenger y dijo que "ha sido un gran rival y seguirá siéndolo cuando recupere a sus grandes jugadores". 
Wenger ordenó al club fortalecer su equipo, fichando al delantero surcoreano Park Chu-young del Mónaco,  el brasileño André Santos del Fenerbahçe,  el defensa alemán Per Mertesacker del Werder Bremen,  y el mediocampista español Mikel Arteta del Everton .   El defensa Armand Traoré fue rápidamente vendido al recién ascendido Queens Park Rangers . 
En 2017, Sky Sports realizó una encuesta entre los seguidores del United, votaron como el mejor partido de la historia del club en la Premier League. 
A pesar de la aplastante victoria, el United tuvo una temporada sin lograr el título, aunque estuvo cerca de ganar la liga, terminando empatado con el Manchester City con 89 puntos.  El Arsenal terminó en tercer lugar con 70 puntos.